# Tesi doctoral

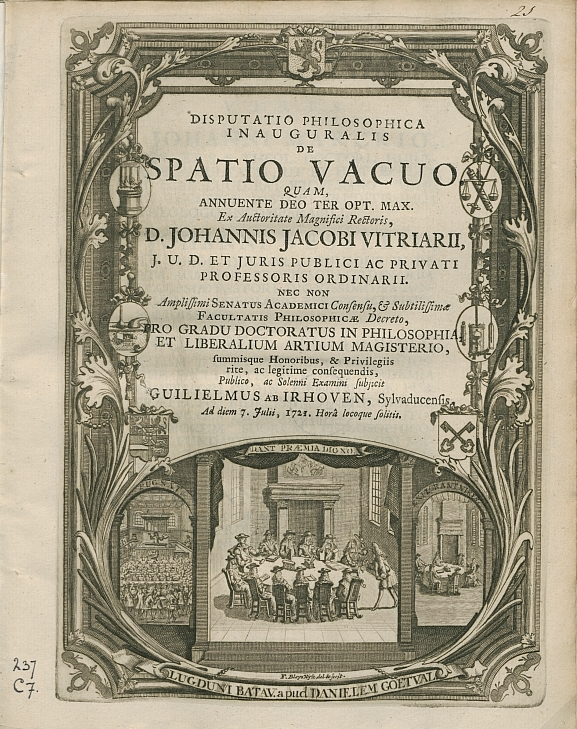
Cerimònia de doctorat holandesa del segle XVIII a la Universitat de Leiden mostrada a la portada d'una tesi doctoral, Països Baixos. "Disputatio philosophica inauguralis de spatio vacuo" (Disputació filosòfica inaugural sobre l'espai buit) de Guilielmus ab Irhoven (Willem van Irhoven) sota l'autoritat del rector Johannes Jacobus Vitriarius del 7 de juliol de 1721.

Una tesi doctoral és un document presentat per accedir a un títol acadèmic o qualificació professional que presenta la recerca i els resultats de l'autor. Segons els territoris el terme es pot utilitzar per referir-se al treball que conclou el procés de doctorat que és pas previ a l'obtenció del títol, com en el cas català, o en altres territoris també es pot referir al treball final d'un curs de grau o màster.
Suposa la plasmació en un escrit del procés de recerca previ, les conclusions, la bibliografia i les línies d'avenç suggerides. Aquest escrit es defensa davant un tribunal d'experts que en fa l'avaluació. Les tesis doctorals es guarden a la biblioteca de cada universitat i algunes es recullen en repositoris especialitzats a la xarxa, com el lloc web TDX per a les tesis catalanes. La tesi doctoral ha de seguir una metodologia concreta, que es basa a establir hipòtesis de treball, resumir la recerca anterior en aquell camp i fer-hi aportacions a partir d'experimentació o lectures.

## Descripció

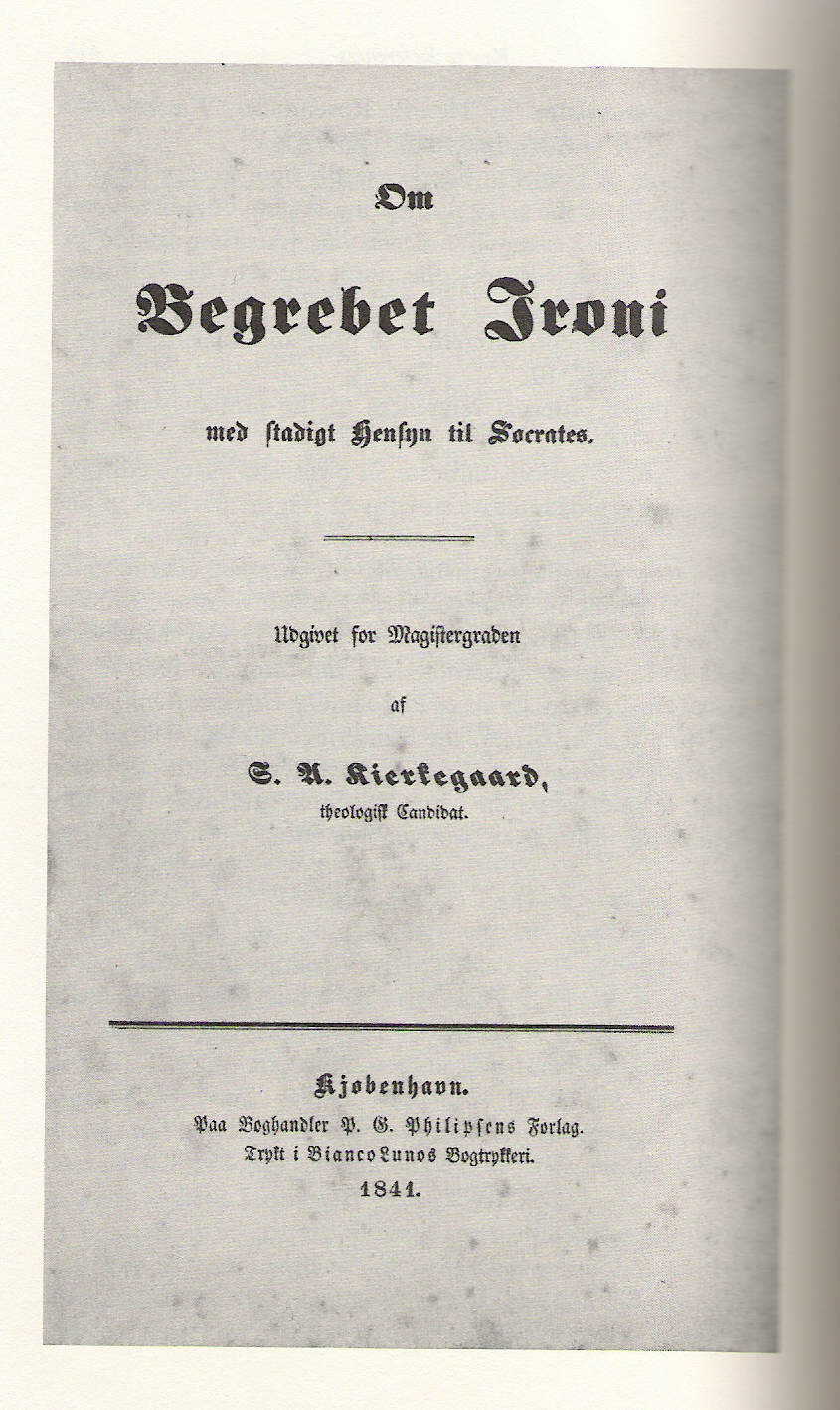
Portada de la tesi universitària de Søren Kierkegaard (1841).

### Estructura
Una tesi es pot fer per ser publicada o pot ser una monografia, amb o sense annexos, encara que molts programes permeten als candidats enviar una recull d'articles seleccionada. Una tesi ordinària té una portada, un resum, una taula de continguts, que inclou els diferents capítols com ara introducció, revisió de la recerca, metodologia, resultats, discussió i bibliografia o, habitualment, una secció de referències. Es diferencien en la seva estructura segons les diferents àrees d'estudi (arts, humanitats, ciències socials, tecnologia, ciències, etc.). En una tesi per a la publicació, els capítols constitueixen una revisió introductòria i exhaustiva dels documents d'articles publicats i no publicats adjunts.
Les dissertacions normalment informen sobre un projecte de recerca o estudi, o una anàlisi ampliada d'un tema. L'estructura d'una tesi o dissertació explica el propòsit, la investigació de recerca prèvia que incideix en el tema de l'estudi, els mètodes utilitzats i les conclusions del projecte. La majoria de les universitats del món utilitzen un format de diversos capítols:
a) una introducció: on s'introdueix el tema de recerca, la metodologia, així com el seu abast i transcendència
b) una revisió de la recerca: revisar els articles existents rellevants i mostrar com aquesta ha informat la qüestió de la recerca
c) un capítol de metodologia, explicant com s'ha dissenyat la recerca i per què s'han triat els mètodes de recerca/població/recollida i anàlisi de dades que s'utilitzen
d) un capítol de conclusions: exposant els resultats de la pròpia investigació
e) un capítol d'anàlisi i discussió: anàlisi de les troballes i discussió en el context de la revisió de la literatura (aquest capítol sovint es divideix en dos: anàlisi i discussió)
f) una conclusió: que mostra la conclusió a la qual arriba la tesi

### Estil
Les institucions que concedeixen títols sovint defineixen el seu propi llibre d'estil que els candidats han de seguir quan preparen una tesi. A més dels llibres d'estil específics de la institució, hi ha una sèrie d'estàndards i recomanacions específiques de camp, nacionals i internacionals per a la presentació de tesis, per exemple, l'ISO 7144. Altres estàndards internacionals aplicables inclouen ISO 2145 sobre números de secció, ISO 690 sobre referències bibliogràfiques i ISO 31 o la seva revisió ISO 80000 sobre quantitats o unitats.
Alguns llibres d'estil més antics especifiquen que el disseny (pàgina de títol, resum, taula de contingut, etc.) ha d'utilitzar una seqüència de números de pàgina separada del text principal, utilitzant números romans. L'estàndard internacional rellevant i moltes guies d'estil més noves reconeixen que aquesta pràctica de disseny de llibres pot causar confusió quan els visualitzadors de documents electrònics numeren totes les pàgines d'un document de manera contínua des de la primera pàgina, independentment dels números de pàgina impresa. Per tant, eviten la tradicional seqüència numèrica separada per a la primera pàgina i requereixen una única seqüència de números àrabs que comencin per l'1 per a la primera pàgina impresa.
Els requisits de la presentació, com ara la paginació, la disposició, el tipus i el color del paper, l'ús de paper sense àcids (on una còpia de la tesi formarà part permanent de la col·lecció de la biblioteca), la mida del paper, l'ordre dels components i l'estil de citació serà revisat pàgina per pàgina pel responsable d'acceptació abans que la tesi sigui acceptada i s'emeti un certificat de recepció.
Tanmateix, no sempre calen estàndards estrictes. La majoria de les universitats italianes, per exemple, només tenen requisits generals sobre la mida dels caràcters i el format de la pàgina, i deixen molta llibertat per als detalls tipogràfics reals.

## Etimologia
El terme tesi prové de la paraula grega θέσις, que significa "alguna cosa presentada", i fa referència a una proposició intel·lectual. La dissertació prové del llatí dissertātiō, que significa "discussió". Aristòtil va ser el primer filòsof que va definir el terme tesi.
Una "tesi" és una suposició d'algun filòsof eminent que entra en conflicte amb l'opinió general... perquè prendre'n compte quan qualsevol persona normal expressa opinions contràries a les opinions habituals dels homes seria una ximpleria.
Per a Aristòtil, una tesi seria, doncs, una suposició que s'afirma en contradicció amb l'opinió general o expressa desacord amb altres filòsofs (104b33-35). Una suposició és una afirmació o opinió que pot o no ser certa segons l'evidència i/o la prova que s'ofereix (152b32). L'objectiu de la tesi és doncs esbossar les proves de per què l'autor no està d'acord amb altres filòsofs o amb l'opinió general.

## Característiques
La tesi doctoral es duu a terme en un departament universitari sota la direcció d'un director de tesi. És un tipus de font documental única vinculada a la recerca i que té una distribució peculiar. Les podem trobar en suport paper, CD o en línia.
Les tesis doctorals es caracteritzen per ser temes de recerca originals, especialitzats, amb bibliografia abundant i seleccionada. No es comercialitzen ni es publiquen. En el cas de publicar-se, la tirada és reduïda i es distribueixen en cercles restringits.
Tot i així és possible dur-ne a terme un control bibliogràfic, ja que documentalment es cataloga com a material publicat. Si es tracta d'un exemplar original digital es cataloga concretament com a publicació electrònica.